# L'oro del mondo (film)
L'oro del mondo è un film italiano del 1968 diretto da Aldo Grimaldi. Il film è noto anche con il titolo alternativo I due salumieri.
Il film è il seguito di Nel sole (1967).

## Trama
Giorgio, figlio di un ricco industriale, è innamorato di Lorena, una studentessa universitaria fidanzata con il collega Carlo. Dopo aver inutilmente tentato, con un corteggiamento assiduo quanto volgare, di farsi prendere in considerazione dalla ragazza, Giorgio ricorre ad un infame espediente: approfittando dell'assenza del padre, minaccia di provocare il fallimento della piccola industria di proprietà dei genitori di Lorena. La ragazza, pur di evitare la rovina della sua famiglia, abbandona Carlo senza fornirgli spiegazioni e accetta di fidanzarsi con Giorgio. Carlo, avendo appreso da un'amica di Lorena il motivo dell'improvviso voltafaccia della sua fidanzata, affronta il meschino rivale e gli impartisce una sonora lezione. Il ritorno in sede del padre di Giorgio appiana ogni cosa: dopo aver severamente punito il figlio, il ricco industriale concede un vasto credito al padre di Lorena che può così evitare il fallimento. Carlo riprende così il suo posto di fidanzato al fianco di Lorena.